# Calèche
 (septembre 2017).
Si vous disposez d'ouvrages ou d'articles de référence ou si vous connaissez des sites web de qualité traitant du thème abordé ici, merci de compléter l'article en donnant les références utiles à sa vérifiabilité et en les liant à la section « Notes et références ».

Calèche des chemins de fer, entre 1841 et 1844.

Une calèche est une voiture à traction animale dont l’arrière est muni d'une capote mobile. Ce terme tend, au début du XXIe siècle, à désigner toute voiture tirée par un ou plusieurs chevaux, mais il désigne un véhicule hippomobile d'un type très précis.

## Histoire
La calèche est apparue au XVIIIe siècle et a subi plusieurs évolutions successives. Sous sa forme définitive, au XIXe siècle, la calèche est une voiture élégante, découverte, munie d'une capote repliable, à quatre roues, et à quatre places en vis-à-vis. Sa caisse, de forme « bateau », est montée sur ressorts de type « pincettes ». Le siège du cocher est en bois ou en fer.
C'est une voiture qui servait essentiellement à la promenade, pendant la belle saison. Au XIXe siècle, en particulier à Paris, la mode voulait que la calèche fût attelée « à la d'Aumont ». Quatre ou six chevaux, dont ceux de gauche étaient montés chacun par un postillon, et donc pas de cocher.
La calèche à l'anglaise, découverte et souvent capitonnée de satin, était l'apanage des promeneurs fortunés. La calèche française à huit ressorts était appelée barouche (barouche est le nom générique de la calèche en anglais). La calèche fut supplantée par une forme modernisée du landau, mis sur roue dans la ville aujourd'hui allemande de Landau.
Au début du XXIe siècle, certaines villes possèdent des services de « calèches » pour les touristes, dont Montréal, Québec, Marrakech, Paris, Bruges, etc. qui sont pour la plupart de fabrication récentes, ou sont des victorias ou des milords.

Types de calèches
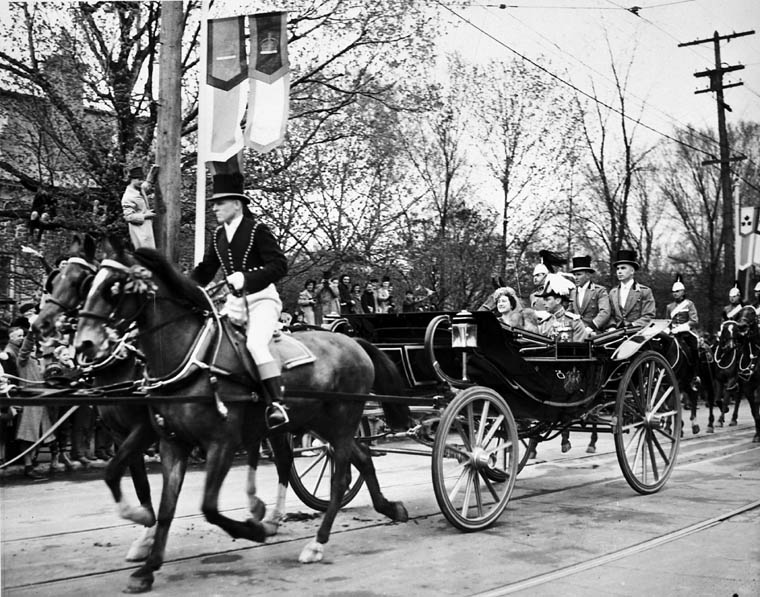
La reine Elizabeth et le roi George dans une calèche attelée à la d'Aumont.
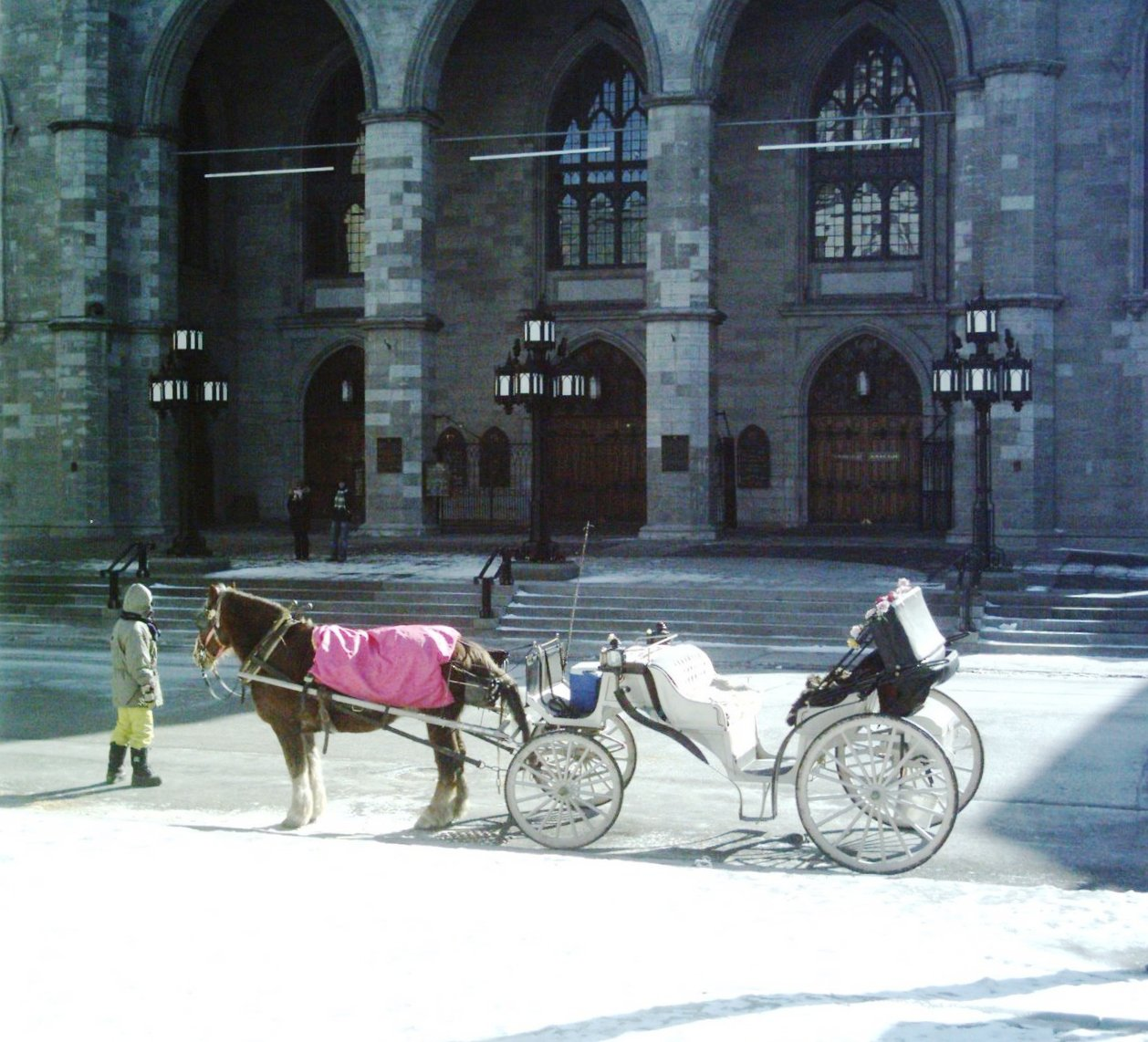
Calèche moderne du Vieux-Montréal.